# Piccolo (Sekt)

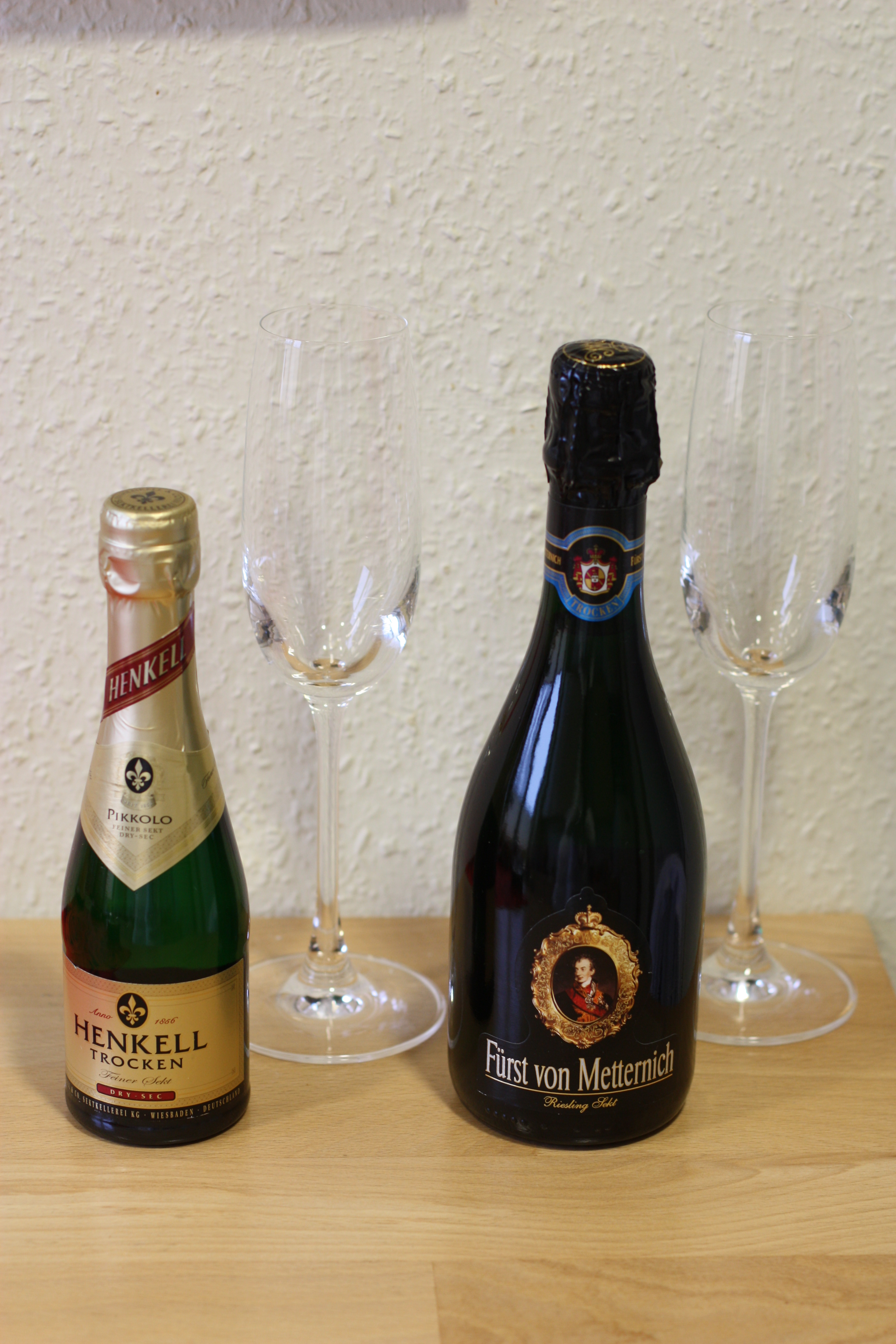
Pikkolo (0,2 l) und Demi Bouteille (0,375 l)

Ein Piccolo (von italienisch piccolo: „klein“) oder eingedeutscht Pikkolo ist eine Sektflasche mit einem Fassungsvermögen von 0,2 Litern. Darüber hinaus werden auch Viertelweinflaschen mit 0,25 Liter Inhalt als Piccolo bezeichnet. Die Viertelflasche war bereits um 1900 als „Quart“-Flasche bekannt und diente vor allem zur Vermarktung des über Apotheken und Krankenhäuser vertriebenen „Medicinal-Sects“.
Der Begriff „Piccolo“ wurde Mitte der 1930er Jahre von der Sektkellerei Henkell eingedeutscht, die ihn als am 2. November 1935 in das Markenregister eingetragenes Markenzeichen für die Vermarktung ihres Produkts Henkell Trocken in Viertelflaschen verwendete. Die Flaschen-Größe geriet somit im Volksmund zum Synonym für eine kleine Flasche Sekt.
In den 1930er und 1940er Jahren wurde der Pikkolo zudem mit einem kleinen, flinken Kellner als dominierende Werbefigur beworben. Das Markenzeichen – von Fred Overbeck entworfen – wurde zum Synonym für die 0,2-l-Flasche von Henkell. Denn Piccolo war zu dieser Zeit auch noch eine gängige Bezeichnung für Kellner-Lehrlinge.